# Herkulova vrata
44°52′12.7″N 13°50′52.9″E / 44.870194°N 13.848028°E
Herkulova vrata (tal. Porta Ercole) su najstariji sačuvani spomenik rimske arhitekture u Puli, izgrađena sredinom 1. stoljeća pr. Kr.

## Opis
Ona su najstarija sačuvana gradska vrata, čiji je otvor širok 3,60 metara, a visina prelazi 4 metra. Okvir vrata izrađen je od pravilno klesanih kamenih blokova. Na središnjem čeonom bloku luka isklesana je u visokom reljefu bradata glava kovrčave kose, a s lijeve strane uočava se toljaga - atribut mitskog heroja Herkula, koji je u rimsko vrijeme bio zaštitnik Pule, pa se na jednom natpisu Pula spominje kao Colonia Iulia Pola Pollentia Herculanea. Na luku je uklesan i natpis u kojemu se spominju duumviri Lucije Kalpurnije Pizon Cezonin (L. Calpurnius Piso Caesonius) i Lucije Kasije Longin (L. Cassius Longinus).
Od pada Nezakcija do negdje četrdesetih godina prije naše ere na ovim su područjima Rimljani vjerojatno imali samo pokoju vojničku postaju. Spomenute rimske činovnike Lucija Kalpurnija Pisona Cezonija i Lucija Kasija Longina je rimski Senat poslao u pulski zaljev, ne bi li na ovom području, zapovijedajući skupinom kolonista, ustrojili i sagradili koloniju. Znameniti je događaj karakterističan za razdoblje od 47. do 44. godine prije Krista kada je ujedno i nastala Pula kao naselje s gradskim značajkama. Budući da je gornja gradska kružna ulica prolazila ovim vratima, njezin nakošeni položaj uvjetovao je položenu osovinu vrata u odnosu na smjer bedema.
Lucije Kasije Longin bio je brat Gaja Kasija Longina, jednog od ubojica Cezara. Činjenica da je ovako važnu ulogu dobio Kasije Longin potiče rasprave o točnoj godini začetka Pule. Naime, mnogi smatraju da je nemoguće da je njemu kao bratu Cezarovog ubojice dodijeljena ovakva uloga te smatraju da je vjerojatniji začetak razvoja Pule u godinama koje prethode ubojstvu Cezara.